# Kilián városrész
A Kilián városrész Miskolcon a Bulgárföld és Diósgyőr között, a Kiss tábornok út két oldalán elhelyezkedő lakótelep. Túlnyomórészt panelházakból áll, de családi házas utcái is vannak.

## Története
Helyén korábban kenderföld volt, a lakótelepek építését a környező szénbányák (Lyukó, Pereces) megnövekedett munkaerő-szükséglete tette szükségessé az 1950-es években. Miskolc általános rendezési terve készítése során vetődött fel a gondolat, hogy az Újdiósgyőr és a történelmi Diósgyőr közötti területen városias jellegű beépítésre volna szükség. A terv alapvető gondolata az volt, hogy az egészséges levegőt a Bükk lábaitól behozza a kialakítandó lakóterületre, ezért a beépítést zöldbe ágyazottan alakították ki.  A lakótelep egységes – blokkos – technológiával készült. A tervezés és kivitelezés során a korszak legmagasabb színvonalát kívánták elérni az épületekkel. A zömében munkások lakta Észak-Kilián építését 1956-ban kezdték meg és 1961-ben fejezték be az Uránia csillagvizsgálóval, az értelmiségiek lakta Dél-Kilián 1961–1966 között épült, a 15 emeletes toronyház 1966-ban készült el. A megvalósított 2400 lakás zöme négyemeletes sáv- és kockaházakban, kisebb része kilencemeletes középmagas házakban épült. Mindezekhez egységes üzletközpontot alakítottak ki, amelyben üzletek, orvosi rendelő és minden egyéb szükséges ellátás biztosítva volt. A lakótelep megvalósulásakor az ország egyik legjobbjának számított; tervezője, Heckenast Péter méltán kapta meg harminchét évesen, elsőként a miskolci építészek közül a városrendezési tervéért az Ybl Miklós-díjat 1963-ban.
A Kandó Kálmán utcában, az Otthon tér szomszédságában a kornak megfelelő üzletházat építettek, jelenleg ebben COOP szuper bolt és egyéb szolgáltató egységek találhatóak. Ennek közelében, a Könyves Kálmán utcában van a Miskolci Gasztro Centrum, amely 2023-ban nyitott meg, az épület felújítását követően. A helyen korábban, 1964 és 1991 között az Otthon étterem, a Kilián lakótelep ikonikus vendéglátó helye működött. A Kiss tábornok úton található a Végállomás Bistro & Wine étterem, mögötte pedig a Dr. Szabó Gyula Bemutató Csillagvizsgálónak is helyt adó kilencemeletes lakóház. Maga a csillagvizsgáló a gimnázium udvarán állt egykor, a lakótelepi bérház elkészültekor került át annak tetejére. Egy korabeli leírás szerint az épület 45 méteres függőaknáját azzal a céllal alakították ki, hogy itt elhelyezhető legyen Közép-Európa első toronyteleszkópja. A csillagvizsgálónak Uránia Csillagvizsgáló Állomás, 1963-ban történt átköltöztetésétől pedig Szputnyik Megfigyelő Állomás volt a neve. Jelenleg hivatalos fóruma a Magyar Csillagászati Egyesület és a Magyar Asztronautikai Társaság helyi csoportjának. A csillagvizsgáló a Dorottya utca 1. szám alatt található, de a bérház a Kiss tábornok utca 42. számot kapta.
A Kilián lakótelep építése miatt jelentősen megnövekedett a diósgyőri villamosvonal forgalma, ezért 1963-ban kétvágányúsították a Marx tér (jelenleg Újgyőri főtér) és Diósgyőr közötti szakaszt. Ekkor épült ki a hurokvágányos szerkezetű diósgyőri végállomás.
A Lillafüredi Állami Erdei Vasút miskolci végállomása is ezen a helyen található. A Kiss tábornok út mellett, annak déli oldalán egy füves-fás terület található, amely a Dr. Peja Győző emlékpark nevet kapta. A bérházak a park másik oldalán, az Irinyi János utcában kezdődnek.
A Kilián György kommunista aktivistáról elnevezett lakótelep északi része a rendszerváltás után az Előhegyi lakótelep, a déli a Kenderföldi lakótelep nevet kapta, de ezek a nevek nem mentek át a köztudatba.
Dél-Kiliánban 2024-ben új egészségházat adtak át.

## A városrész főbb létesítményei
- Diósgyőri Gimnázium (korábbi neve Kilián Gimnázium volt)
- Miskolci SZC Kós Károly Építőipari, Kreatív Technikum és Szakképző Iskola
- Kaffka Margit Általános és Alapfokú Művészeti Tagiskola
- MIÓVI Szivárvány Tagóvoda
- Miskolc 10-es posta
- Jásztej Miskolci Tejüzem
- MiReHu Nonprofit Kft. hulladékgyűjtő udvar